# It’s All in the Game (Album)
It’s All in the Game ist das 1985 veröffentlichte vierte Studioalbum der deutschen Popgruppe Nena. Es ist die englische Version des Albums Feuer und Flamme und das erste und einzige komplett in englischer Sprache veröffentlichte Album der Band.

## Entstehungsgeschichte
Nach dem internationalen Erfolg von 99 Luftballons und der Veröffentlichung des deutsch-englischsprachigen Best-of-Albums 99 Luftballons beschloss die Band Nena, ein weiteres englischsprachiges Album aufzunehmen. Während sie an Feuer und Flamme arbeiteten, nahmen sie gleichzeitig eine englischsprachige Version auf. Die Texte wurden von der kanadischen Songwriterin Lisa Dalbello ins Englische übersetzt. Dalbello beteiligte sich auch am Hintergrundgesang.

## Titelliste
| #   | Titel                       | Originalversion                 | Länge |
| --- | --------------------------- | ------------------------------- | ----- |
| 1.  | Utopia                      | Utopia                          | 3:38  |
| 2.  | It’s All in the Game        | Haus der drei Sonnen            | 4:44  |
| 3.  | Young As You                | Jung wie du                     | 4:15  |
| 4.  | Auf Wiedersehn              | Es wird schon weitergehn        | 3:36  |
| 5.  | Warning Signs               | Gestern Nacht                   | 5:15  |
| 6.  | Woman on Fire               | Feuer und Flamme                | 3:29  |
| 7.  | Let’s Humanize              | Das alte Lied                   | 4:25  |
| 8.  | You Don’t Know What Love Is | Du kennst die Liebe nicht       | 4:12  |
| 9.  | Are You Awake               | Ein Brief                       | 4:49  |
| 10. | Anyplace, Anywhere, Anytime | Irgendwie, irgendwo, irgendwann | 7:16  |

2008 veröffentlichte Cherry Pop Records ein Reissue von It’s All in the Game. Es wurde um folgende vier Bonustracks ergänzt:
- At The Movies (Kino)
- Just a Dream (Mega Dream Mix) (Nur geträumt)
- 99 Red Balloons (Club Mix) (99 Luftballons)
- It’s All in the Game (12 Inch Remix) (Haus der drei Sonnen)